# Перес, Майк
Исмаикель Перес Перес (исп. Ismaikel Pérez Pérez; род. 20 октября 1985, Сьего-де-Авила, Куба) — кубинский боксёр-профессионал, выступающий в первой тяжёлой и в тяжёлой весовых категориях. Среди профессионалов действующий интерконтинетальный чемпион по версии WBA (2022—н. в.) в первом тяжелом весе, бывший чемпион Латинской Америки по версии WBA Fedelatin (2018—2021), претендент на титул чемпиона мира по версии WBC (2017) в 1-м тяжёлом весе. Бывший чемпион США по версии WBC United States (USNBC) (2013—2015), победитель международного турнира Prizefighter 18 (2011) в тяжёлом весе.
Лучшая позиция по рейтингу BoxRec — 8-я (август 2025) и является 1-м среди кубинских боксёров первой тяжёлой весовой категории, а по рейтингам основных международных боксёрских организаций занимает: 13-ю строку рейтинга WBC, 5-ю строку рейтинга WBA, 13-ю строку рейтинга IBF и 10-ю строку рейтинга WBO, — входя в ТОП-10 лучших боксёров 1-го тяжёлого веса.

## Любительская карьера
в 2004 году Перес участвовал на юношеском чемпионате мира в весовой категории до 91 кг, где дошёл до полуфинала. В 2004 году на одном из соревнований проиграл соотечественнику, Йоану Пабло Эрнандесу.
В 2006 году поднялся на самую высокую весовую категорию, дважды встречался с Луисом Ортисом. В одной из встреч Перес победил, в другой проиграл. В 2007 году на чемпионате Кубы занял второе место, проиграл соотечественнику Осмаю Акосте.

## Профессиональная карьера
В конце 2007 года переехал в Ирландию, и в 2008 году начал профессиональную боксёрскую карьеру. Дебютировал сразу с супертяжёлого веса.

### Тяжёлый вес
До февраля 2009 года проводил бои с высокой периодичностью, затем взял паузу на 15 месяцев, и с мая 2010 года снова стал часто выходить на ринг.

#### Турнир Prizefighter 2011
Известность Перес обрёл в 2011 году, когда победил в престижном турнире, Prizefighter. В четвертьфинале Майк победил по очкам Кертсона Мансуэлла (20-1), предварительно в первом раунде отправив в нокдаун своего более опытного оппонента. В полуфинале в первом раунде, Майк за одну минуту нокаутировал французского боксёра, Грегори Тони. А в финале кубинец за сорок секунд нокаутировал опытного американского боксёра, Тая Филдса.
В конце 2011 года, Перес победил по очкам ещё двух известных боксёров, американца, Зака Пейджа, и нигерийца, Фрайдея Ахунанью. Через несколько месяцев получил травму, и около года не выходил на ринг.

#### Возможный бой с Русланом Чагаевым
1 декабря 2012 года Перес должен был провести бой против бывшего чемпиона мира, боксёра из Узбекистана, Руслана Чагаева (30-2-1), но за неделю до боя, Перес получил травму плеча, и поединок был отменён.

#### Бой с Трэвисом Уолкером
4 мая 2013 года в незрелищном поединке с невысоким темпом, Перес перебоксировал по очкам американского боксёра Трэвиса Уолкера.

#### Бой с Магомедом Абдусаламовым
2 ноября в андеркате боя Геннадия Головкина с Кёртисом Стивенсом, Перес встретился с самым серьёзным соперником на данном этапе своей профессиональной карьеры. Ему противостоял непобеждённый российский боксёр, стопроцентный нокаутёр, Магомед Абдусаламов, на счету которого было 18 боёв, все из которых выиграны нокаутом в ранних раундах. С самого начала боя оба решили порадовать зрителей активными действиями. Казалось, что поединок вряд ли пройдёт всю дистанцию в 10 раундов, но оба смогли закончить встречу на своих двух. 2-й и 3-й раунды российский спортсмен провёл весьма успешно. Используя джэб, он не единожды пробивал точные акцентированные удары. Но кубинец их все проглатывал, не подавая виду, что эти удары как-то сильно навредили ему. При этом Перес и сам не забывал отвечать. 4-я и 5-я трёхминутки запомнились зрелищным разменом, где каждый из участников состязания имел свои удачные моменты. С 6-го раунда Перес действует более успешно, но, тем не менее, Абдусаламов не сдавался и продолжал выбрасывать «бомбы». В 9-м раунде с Майка был снят один пункт за удар ниже резинки трусов. После 10 раундов зрелищного противостояния судьи единогласным решением зафиксировали победу Переса: 95-94 и дважды 97-92. Перес выиграл важный бой, который причислил его к элите тяжёлого веса. В этом бою Магомед получил травмы, спровоцировавшие тромб и инсульт на правую часть головного мозга.

#### Бой с Карлосом Такамом
В Монреале (Канада) поединок между проживающим во Франции 33-летним камерунским супертяжеловесом Карлосом Такамом и 28-летним кубинским супертяжеловесом Майком Пересом завершился вничью большинством решений судей. Первые 4 раунды проходили в невысоком темпе, и Перес имел преимущество. В третьем раунде от случайного столкновения головами Перес получил рассечение правой брови, и снизил темп боя. Затем Такам поднял темп боя и выровнял поединок. По итогам 10 раундов счёт судейских записок был следующим: 96-94 (в пользу Переса), 95-95, 95-95.

#### Претендентский бой с Брайантом Дженнингсом
24 мая 2014 года был запланирован бой за вторую строчку рейтинга WBC, с небитым американском проспектом, Брайантом Дженнингсом (18-0). За две недели до боя, Перес снова получил травму плеча, и поединок пришлось отменить. 26 июля 2014 года состоялся бой за статус обязательного претендента между непобеждённым проспектами Брайантом Дженнингсом и Майком Пересом. Победил Дженнингс, раздельным решением, нанеся первое поражение в карьере Пересу.
Поединок проходил в невысоком темпе и продлился все запланированные 12 раундов. После первых 6 раундов Перес лидировал на карточках всех судей. Однако, во второй половине боя, боксёры стали больше действовать на ближней дистанции и чаще входить в клинч. Раунды второй половины встречи проходили с бо́льшим количеством силовой борьбы. Дженнингс действовал успешнее, изменив картину поединка в свою пользу. В 12-м раунде рефери снял с кубинца очко, за удар после команды стоп. В связи с этим, по завершении поединка, ему высказал претензии тренер Переса — Адам Бут. Как выяснилось, из оглашения судейского вердикта, именно снятое очко создало минимальное преимущество американца на карточке одного из судей: 114-113, что и решило исход боя в его пользу. Дженнингс победил раздельным решением. Перес не согласился с этим, посчитав, что выиграл бой.

#### Претендентский бой с Александром Поветкиным
22 мая 2015 года прошёл бой Майка Переса с российским боксёром Александром Поветкиным за звание обязательного претендента на бой с чемпионом мира по версии WBC. Тяжеловесы пристреливались друг к другу джебами, после чего Поветкин попал мощнейшим правым боковым. Перес сильно пошатнулся, а затем от аналогичного мощного удара упал на настил. Казалось, это нокаут, но Перес поднялся, и тут же следующий удар Поветкина снова свалил его, но уже на канаты. Судья остановил бой. На победу у Поветкина ушла 1 минута 31 секунда. Супертяжеловес из России одержал 29-ю победу в профессиональной карьере при одном поражении. Для Переса это поражение стало вторым в профессиональной карьере при одной ничьей и 21-й победе.

### Переход в первый тяжёлый вес
После более чем двухлетнего перерыва, летом 2017 года Перес возобновил карьеру. Майк сбросил вес и решил попробовать силы в первой тяжёлой (англ. Cruiserweight) (до 90,8 кг) весовой категории. 10 июня 2017 года Перес провёл дебютный поединок в данной весовой категории, встретившись с малоизвестным, не имеющим поражений словаком Виктором Бискаком. Поединок был запланирован на 6 раундов, но продолжался всего 29 секунд. Вскоре после начала боя Перес отправил своего соперника в нокдаун, после которого тот не смог продолжить бой. Кубинцу засчитали победу нокаутом.

#### Чемпионский бой с Майрисом Бриедисом
В третьем отрезке боя боксёры столкнулись головами, в результате чего над левым глазом Майриса открылось неприятное рассечение, а рефери снял с кубинца один балл. После этого на смену позиционной борьбе пришло обилие клинчей, и боксёры на протяжении двух раундов больше утопали в объятиях друг друга, нежели боксировали в прямом смысле этого слова. К радости болельщиков, начиная с пятой трёхминутки возня вблизи сошла на нет, и преимущество Бриедиса сразу стало заметно невооружённым глазом. Майрис результативно действовал навстречу, особенно успешно орудуя апперкотами, доставал Майка правыми прямыми и левыми боковыми, гораздо реже пропуская в ответ. В десятом раунде снятием балла за нарушение правил был наказан уже чемпион, но в итоге это ни на что кардинальным образом не повлияло. 116-110, 115-111, 114-112 — единогласное решение судей в пользу Майриса.

#### Бой со Стивеном Уордом
7 июня 2025 года в Ипсвиче (Англия) в рамках андеркарда вечера Фабио Уордли - Джастис Хуни встретился со Стивеном Уордом (15-3). На кону стоял пояс интерконтинетального чемпиона по версии WBA. Бой сразу принял односторонний характер. Перес занял центр, работал передней рукой, обманывал и выцеливал. В 7-м раунде у Уорда появилось рассчение правой брови, а в 8-м Перес послал его в нокдаун точным левым апперкотом. В конце раунда нокдаун повторился так же от удара снизу. Уорд смог найти силы продолжить и даже вышел на 9-ю трехминутку. Этот раунд стал последним. Перес точным ударом по туловищу посылает его на настил в третий раз и угол выбрасывает полотенце. ТКО 9.
Бой с Кристианом Фабианом Луисом
8 августа 2025 года принял участие в первом профессиональном вечере бокса в Бенгази (Ливия). Сразился с аргентинским боксером Кристианом Фабианом Луисом (12-4, 8 КО). Все раунды преимущество было за Пересом. В 4-ом раунде Перес несышленно нанес удар после гонга. Аргентинец бой признан упал на канвас и не могу встать, хотя пропущенный удар не был силовым. Решение комиссии - бой признан несостоявшимся NC 4. 

## Статистика профессиональных боёв
В таблице перечислены результаты всех поединков боксёров.
В каждой строке указан результат поединка. Дополнительно номер поединка обозначен цветом, который обозначает итог поединка. Расшифровка обозначений и цветов представлена в нижеследующей таблице.
| Пример | Расшифровка                     |
| ------ | ------------------------------- |
|        | Победа                          |
|        | Ничья                           |
|        | Поражение                       |
|        | Планируемый поединок            |
|        | Поединок признан несостоявшимся |
| КО     | Нокаут                          |
| ТКО    | Технический нокаут              |
| PTS    | Решение судей (по очкам)        |
| UD     | Единогласное решение судей      |
| MD     | Решение большинства судей       |
| SD     | Раздельное решение судей        |
| RTD    | Отказ от продолжения боя        |
| DQ     | Дисквалификация                 |
| NC     | Поединок признан несостоявшимся |

| 35 поединок, 31 победа (22 нокаутом), 1 ничья, 3 поражения, 1 NC. | 35 поединок, 31 победа (22 нокаутом), 1 ничья, 3 поражения, 1 NC. | 35 поединок, 31 победа (22 нокаутом), 1 ничья, 3 поражения, 1 NC. | 35 поединок, 31 победа (22 нокаутом), 1 ничья, 3 поражения, 1 NC. | 35 поединок, 31 победа (22 нокаутом), 1 ничья, 3 поражения, 1 NC. | 35 поединок, 31 победа (22 нокаутом), 1 ничья, 3 поражения, 1 NC. | 35 поединок, 31 победа (22 нокаутом), 1 ничья, 3 поражения, 1 NC. |
| Бой                                                               | Рекорд                                                            | Дата боя                                                          | Соперник                                                          | Место проведения боя                                              | Раундов, время                                                    | Дополнительно |
| ----------------------------------------------------------------- | ----------------------------------------------------------------- | ----------------------------------------------------------------- | ----------------------------------------------------------------- | ----------------------------------------------------------------- | ----------------------------------------------------------------- | --- |
| 33                                                                | 29(20)-3-1                                                        | 14 октября 2023                                                   | Рашад Каримов (36-3)                                              | Rudolf Weber-Arena, Оберхаузен, Северный Рейн-Вестфалия, Германия | TKO 1 (8)                                                         | |
| 32                                                                | 28(19)-3-1                                                        | 5 августа 2023                                                    | Аднан Деронья (12-5)                                              | Hotel Holiday World, Бенальмадена, Андалусия, Испания             | TKO 1 (8)                                                         | |
| 31                                                                | 27(18)-3-1                                                        | 26 марта 2022                                                     | Василь Дуцар (10-4-1)                                             | Duty Free Tennis Stadium, Дубай, ОАЭ                              | RTD 10 (12), 3:00                                                 | Защитил титул чемпиона по версии WBA Inter-Continental (1-я защита Переса) в 1-м тяжёлом весе.                                                                         |
| 30                                                                | 26(17)-3-1                                                        | 13 ноября 2021                                                    | Хосе Грегорио Ульрих (17-4)                                       | Classic Remise, Дюссельдорф, Северный Рейн-Вестфалия, Германия    | TKO 6 (10), 0:53                                                  | |
| 29                                                                | 25(16)-3-1                                                        | 13 августа 2021                                                   | Тони Салам (14-2)                                                 | Отель Atlantis The Palm, Дубай, ОАЭ                               | KO 4 (12), 2:28                                                   | Завоевал вакантный титул чемпиона по версии WBA Inter-Continental в 1-м тяжёлом весе.                                                                                  |
| 28                                                                | 24(15)-3-1                                                        | 20 октября 2018                                                   | Кит Тапия (18-1)                                                  | CFE Arena, Орландо (Флорида), США                                 | UD 10 (10)                                                        | Счёт: 97-92, 96-93 (дважды). Завоевал вакантный титул чемпиона по версии WBA Fedelatin в 1-м тяжёлом весе.                                                             |
| 27                                                                | 23(15)-3-1                                                        | 17 февраля 2018                                                   | Пабло Матиас Магрини (19-3-1)                                     | WIT Arena, Уотерфорд, Ирландия                                    | TKO 1 (8), 0:30                                                   | |
| 26                                                                | 22(14)-3-1                                                        | 30 сентября 2017                                                  | Майрис Бриедис (22-0)                                             | Арена Рига, Рига, Латвия                                          | UD 12 (12)                                                        | Счёт: 112-114, 111-115, 110-116. Бой за титул чемпиона мира по версии WBC (1-я защита Бриедиса) в 1-м тяжёлом весе. Четвертьфинал турнира World Boxing Super Series 1. |
| 25                                                                | 22(14)-2-1                                                        | 10 июня 2017                                                      | Виктор Бискак (10-0)                                              | Odyssey Arena, Белфаст, Великобритания                            | KO 1 (6), 0:29                                                    | Дебютный бой в 1-м тяжёлом весе. |
| Перешёл в первый тяжёлый вес — 200 фунтов (до 90,72 кг).          |                                                                   |                                                                   |                                                                   |                                                                   |                                                                   | |
| 24                                                                | 21(13)-2-1                                                        | 22 мая 2015                                                       | Александр Поветкин (28-1)                                         | Москва, Россия                                                    | TKO 1 (12) 1:31                                                   | Бой за звание обязательного претендента на бой с чемпионом мира по версии WBC в тяжёлом весе.                                                                          |
| 23                                                                | 21(13)-1-1                                                        | 5 февраля 2015                                                    | Дарнелл Уилсон (25-18-3)                                          | Коста-Меса, Калифорния, США                                       | TKO 2 (10) 0:59                                                   | |
| 22                                                                | 20(12)-1-1                                                        | 26 июля 2014                                                      | Брайант Дженнингс (18-0)                                          | Мэдисон Сквер Гарден, Нью-Йорк, США                               | SD 12 (12)                                                        | Счёт: 114—113, 113-114, 112—115. |
| 21                                                                | 20(12)-0-1                                                        | 18 января 2014                                                    | Карлос Такам (28-1)                                               | Монреаль, Квебек, Канада                                          | MD 10 (10)                                                        | Счёт: 96-94, 95-95 (дважды). Защитил титул чемпиона США по версии WBC (USNBC) в тяжёлом весе.                                                                          |
| 20                                                                | 20(12)-0                                                          | 2 ноября 2013                                                     | Магомед Абдусаламов (18-1)                                        | Мэдисон Сквер Гарден, Нью-Йорк, США                               | UD 10 (10)                                                        | Счёт: 95-94, 97-92 (дважды). Завоевал титул чемпиона США по версии WBC (USNBC) в тяжёлом весе. Абдусаламов получил рассечение в 7 раунде.                              |
| 19                                                                | 19(12)-0                                                          | 4 мая 2013                                                        | Трэвис Уолкер (29-9-1)                                            | САП-Арена, Мангейм, Германия                                      | UD 10 (10)                                                        | Счёт: 100-94, 100-90 (дважды). |
| 18                                                                | 18(12)-0                                                          | 30 декабря 2011                                                   | Фрайдей Ахунанья (24-8-3)                                         | Кабазон, Калифорния, США                                          | UD 10 (10)                                                        | Счёт: 100-90 (трижды). |
| 17                                                                | 17(12)-0                                                          | 9 ноября 2011                                                     | Зак Пейдж (2) (21-36-2)                                           | Йорк-холл, Лондон, Великобритания                                 | PTS 8 (8)                                                         | Счёт: 80-71. |
| 16                                                                | 16(12)-0                                                          | 7 мая 2011                                                        | Тай Филдс (45-3)                                                  | Лондон, Великобритания                                            | TKO 1 (3) 0:42                                                    | Финал турнира Prizefighter 18. |
| 15                                                                | 15(11)-0                                                          | 7 мая 2011                                                        | Грегори Тони (14-1)                                               | Лондон, Великобритания                                            | TKO 1 (3) 0:54                                                    | Полуфинал турнира Prizefighter 18. |
| 14                                                                | 14(10)-0                                                          | 7 мая 2011                                                        | Кертсон Мансуэлл (20-1)                                           | Лондон, Великобритания                                            | UD 3 (3)                                                          | Четвертьфинал турнира Prizefighter 18. Счёт: 30-25 (трижды). Мансуэлл в нокдауне в 1 раунде.                                                                           |
| 13                                                                | 13(10)-0                                                          | 4 марта 2011                                                      | Исмаил Абдул (38-19-2)                                            | Донкастер, Йоркшир, Великобритания                                | PTS 8 (8)                                                         | Счёт: 80-72. |
| 12                                                                | 12(10)-0                                                          | 6 ноября 2010                                                     | Павел Долгов (6-9-1)                                              | Лимерик, Ирландия                                                 | TKO 1 (6) 1:41                                                    | |
| 11                                                                | 11(9)-0                                                           | 26 июня 2010                                                      | Джейсон Барнетт (12-10)                                           | Корк, Ирландия                                                    | KO 1 (8) 2:45                                                     | |
| 10                                                                | 10(8)-0                                                           | 15 мая 2010                                                       | Томаш Мражек (4-27-5)                                             | Лимерик, Ирландия                                                 | TKO 3 (4) 1:48                                                    | Остановка из-за рассечения у Мражека. |
| 9                                                                 | 9(7)-0                                                            | 15 мая 2010                                                       | Эдгар Калнар (20-22)                                              | Лимерик, Ирландия                                                 | TKO 1 (4) 0:48                                                    | Калнар 1 раз в нокдауне. |
| 8                                                                 | 8(6)-0                                                            | 28 февраля 2009                                                   | Зак Пейдж (16-22-2)                                               | Ньюкасл-апон-Тайн, Великобритания                                 | PTS 8 (8)                                                         | Счёт: 80-72. |
| 7                                                                 | 7(6)-0                                                            | 17 января 2009                                                    | Харри Дойвен-мл. (13-5-1)                                         | Корк, Ирландия                                                    | KO 2 (6) 0:22                                                     | |
| 6                                                                 | 6(5)-0                                                            | 26 октября 2008                                                   | Луис Оскар Рикайль (20-21-2)                                      | Килларни, Ирландия                                                | TKO 1 (6) 1:24                                                    | |
| 5                                                                 | 5(4)-0                                                            | 13 сентября 2008                                                  | Клаудемир Диаш (3-0)                                              | Корк, Ирландия                                                    | KO 1 (8) 0:22                                                     | |
| 4                                                                 | 4(3)-0                                                            | 12 апреля 2008                                                    | Хауард Дейли (2-2-1)                                              | Каслбар, Ирландия                                                 | TKO 1 (4) 1:27                                                    | |
| 3                                                                 | 3(2)-0                                                            | 22 марта 2008                                                     | Томаш Жепжалка (2-5)                                              | Дублин, Ирландия                                                  | PTS 6 (6)                                                         | Счёт: 60-53. |
| 2                                                                 | 2(2)-0                                                            | 2 февраля 2008                                                    | Шандор Балог (0-3-1)                                              | Лимерик, Ирландия                                                 | TKO 1 (4) 0:41                                                    | |
| 1                                                                 | 1(1)-0                                                            | 26 января 2008                                                    | Евгений Стамбурский (2-13)                                        | Корк, Ирландия                                                    | TKO 1 (4) 1:35                                                    | |
| Бой                                                               | Рекорд                                                            | Дата                                                              | Соперник                                                          | Место боя                                                         | Раундов                                                           | Дополнительно |